# Endless (álbum de Frank Ocean)
Endless es el primer álbum visual del cantante americano Frank Ocean. Fue lanzado exclusivamente para el servicio de música Apple Music el 19 de agosto de 2016.

## Lanzamiento y promoción
En febrero de 2013, Ocean confirmó que había comenzado a trabajar en su segundo álbum de estudio, revelando que sería otro álbum conceptual. También confirmó que estaba trabajando con Tyler, The Creator, Pharrell Williams, y Danger Mouse. Más tarde declaró que el álbum estaba siendo influenciado por The Beach Boys y The Beatles.
El 10 de marzo de 2014, se lanzó la canción "Hero" para su descarga gratuita en SoundCloud. La canción es una colaboración con Mick Jones, Paul Simonon y Diplo.
En abril de 2014, Ocean declaró que su segundo álbum estaba terminado. En junio, Billboard informó que el cantante estaba trabajando con una serie de artistas, entre ellos Feliz Pérez (con quien trabajó en Nostalgia, ULTRA), Charlie Gambetta y Kevin Ristro, Hit-Boy, Rodney Jerkins y Danger Mouse. El 29 de noviembre de 2014, Ocean dio a conocer un fragmento de una nueva canción llamado "Memrise" en su página oficial de Tumblr. El 6 de abril de 2015, Ocean anunció que la segunda parte de Channel ORANGE sería lanzada en julio, sin dar más detalles. El álbum finalmente no fue lanzado en julio y no se dio ninguna explicación. Se rumorea que el segundo álbum de estudio se llamará Boys Don't Cry. En febrero de 2016, Ocean fue artista invitado en el álbum de Kanye West, The Life of Pablo, en la canción "Wolves". Un mes más tarde, la canción fue reeditada por West, y la parte de Ocean se separó y se enumeró en la lista de canciones como "Frank's Track."
En julio de 2016, se hizo alusión a un posible segundo disco con una imagen en su página web que apunta a julio como fecha de lanzamiento. La imagen muestra una tarjeta de la biblioteca etiquetada Boys Don't Cry con numerosos sellos, implicando varias fechas de lanzamiento. Las fechas comienzan con el 2 de julio de 2015 y concluyen con julio de 2016. El hermano de Frank, Ryan Breaux, sugirió, además, este lanzamiento con una foto de Instagram con la misma foto tarjeta de la biblioteca en la que pone "Boys Don't Cry #JULY2016". El 1 de agosto de 2016, un video en vivo presentado por Apple Music mostrando una sala vacía se puso en marcha en el sitio web boysdontcry.co. El sitio web también incluyó un gráfico nuevo de "boysdontcry". El vídeo marcó la primera actualización en el sitio web desde el anuncio de julio.
El 1 de agosto de 2016, aproximadamente a las 3 de la mañana, un directo sin fin grabado con una iluminación negativa patrocinado por Apple Music comenzó a aparecer en boysdontcry.co, que parecía mostrar a Frank Ocean trabajando en carpintería y esporádicamente jugando con instrumentales en bucle. Aún no se sabe si son canciones del álbum. Ese mismo día, muchos medios de comunicación informaron que el 5 de agosto del año 2016 podría llegar a ser la fecha de lanzamiento para Boys Don't Cry.
El 18 y 19 de agosto, la transmisión en vivo fue acompañada con música y a la medianoche un enlace de Apple Music fue dirigido a un proyecto llamado Endless. Endless es al parecer un proyecto diferente a Boys Don't Cry, que es lo que posiblemente Ocean aludió cuando dijo que había "dos versions".
En una entrevista, Tom Sachs, colaborador en Endless reveló que existe una versión de 140 horas.

## Recepción crítica
En Metacritic tiene una puntuación de 73 sobre 100, basada en 10 críticas.

## Listado de canciones
| N.º | Título | Escritor(es)       | Productor(es) | Duración |  |
| 1.  | «Device Control» | Wolfgang Tillmans  | Tillmans      | 7:02     |  |
| 2.  | «(At Your Best) You Are Love» (featuring Jonny Greenwood, London Contemporary Orchestra, SebastiAn, James Blake, & Om'Mas Keith) | Ernie Isley        |               | 5:20     |  |
| 3.  | «Alabama» (featuring Sampha and Jazmine Sullivan)                                                                                | Christopher Breaux | Breaux        | 1:26     |  |
| 4.  | «Mine» | Breaux             | Breaux        | 0:30     |  |
| 5.  | «U-N-I-T-Y» | Breaux             | Breaux        | 2:53     |  |
| 6.  | «Ambience 001: "In a Certain Way"»                                                                                               |                    |               | 0:11     |  |
| 7.  | «Commes des Garçons» (featuring Rita Zebdi)                                                                                      | Breaux             | Breaux        | 0:58     |  |
| 8.  | «Ambience 002: "Honeybaby"» |                    |               | 0:40     |  |
| 9.  | «Wither» (featuring Jazmine Sullivan)                                                                                            | Breaux             | Breaux        | 2:33     |  |
| 10. | «Hublots» (featuring Jazmine Sullivan)                                                                                           | Breaux             | Breaux        | 0:17     |  |
| 11. | «In Here Somewhere» | Breaux             | Breaux        | 3:15     |  |
| 12. | «Slide On Me» | Breaux             | Breaux        | 3:08     |  |
| 13. | «Sideways» | Breaux             | Breaux        | 1:50     |  |
| 14. | «Florida» (featuring James Blake)                                                                                                | Breaux             | Breaux        | 1:19     |  |
| 15. | «Deathwish (ASR)» | Breaux             | Breaux        | 1:53     |  |
| 16. | «Rushes» (featuring Jazmine Sullivan)                                                                                            | Breaux             | Breaux        | 5:34     |  |
| 17. | «Rushes To» | Breaux             | Breaux        | 3:42     |  |
| 18. | «Higgs» | Breaux             | Breaux        | 1:46     |  |

### Créditos de sample
- "Hublots" contiene un sample de "Contact" interpretada por Daft Punk.
- "Rushes" contiene un sample de "Just Like Water" interpretada por Lauryn Hill.

## Personal

### Película
| - Frank Ocean – director - Wendi Morris – productor - Thomas Mastorakos – diseño de producción - Francis Soriano – director de fotografía, editor - Keith Ferreira – 1er AC - Brandon Chavez – colorista - Taj Francois – editor asistente - Maarten Hofmeijer – diseñador de sonido - Brent Kiser – diseñador de sonido - Grant Lau – VFX - Caleb Laven – mezclador de sonido - Paper Mache Monkey – departamento de arte - TMG – construcción del set - Henri Helander – asistente de vestuario - Rita Zebdi – guardarropa |

### Música
| - Alex G – guitarras (pistas 9, 12, 16, 18) - Arca – programador (pistas 4) - James Blake – sintetizadores (pista 2) - Christophe Chassol – piano (pista 5) - Kyle Combs – sintetizadores (pista 1), programación de batería (pista 1) - Mike Dean – masterización - Michel Egger – diseño gráfico - Tom Elmhirst – ingeniero de mezcla - Noah Goldstein –ingeniero de mezcla - Jonny Greenwood – orquestación de cuerdas (pista 2) - Austin Hollows; guitarras (pista 18) - Om'Mas Keith – piano (pista 2) - Tim Knapp – sintetizadores (pista 1), programación de batería (pistak 1) - Caleb Laven – ingeniero de grabación - London Contemporary Orchestra – créditos de orquesta (track 2) - Thomas Mastorakos – dirección creativa, fotografía - Kevin McCaughey – diseño gráfico - Noh Life – programación de batería (pista 13) - Troy Noka – producció, sintetizadores (pista 11), programación (pistas 15, 17), programación de batería (pistass 7, 11) - Frank Ocean – productor ejecutivo, producción, dirección creativa, voces principales, guitarras (pista 17), piano (pistas 3, 9, 10), programación adicional (pistass 11, 15) - Caiu Pawson – A&R - Ben Reed – bajo (pistas 7, 9, 13, 16) - Buddy Ross – sintetizadores (pistas 7, 12, 13), bajo (pista 14) - Sampha – voces adicionales (pista 3) - SebastiAn – programación, sintetizadores (pistas 2, 13, 16, 18), programación adicional, sintetizadores (pista 12) - Rosie Slater – batería (pista 1) - Spaceman – guitarras (pistas 11, 15, 16) - Graeme Stewart – ingeniero (pista 2) - Jazmine Sullivan – voces (pista 10), voces adicionales (pista 3), voces de fondo (pistas 9, 16) - Joe Thornalley – producción, bajo (pista 12), progración (pistas 15, 17), programación de batería (pistas 7, 11-13) - Michael Uzowuru – producción, programador (pista 17) - Joe Visciano – asistente técnico de sonido - Rita Zebdi – voces adicionales (pista 7) |